# Массовое убийство в Лувесьенне
Массовое убийство в Лувесьенне — убийство семьи российского предпринимателя Евгения Полевого из четырёх человек и двоих гостей, произошедшее 27 февраля 1995 года в Лувесьене, пригороде Парижа.

## Семья Полевых
Евгений Полевой родился в городе Витебске Белорусской ССР. Окончил Московский государственный институт международных отношений (МГИМО). Проходил военную службу в КТуркВО в должности военного переводчика. В 1970-е годы вступил в КПСС, с 1976 года работал в обществе дружбы «СССР — Франция». В те же годы прочно обосновался в Москве, дружил со многими влиятельными чиновниками СССР и даже Франции, например, с Франсуа Миттераном. Имел жену и сына Алексея.
В середине 1980-х годов Полевой был уволен из общества и поступил на работу в управление снабжения Министерства морского флота. Позже его коллега в этом ведомстве вспоминал:
В 1985 году Евгений потерял всякий стыд. Он испытывал наслаждение, ставя людей в унизительное положение. Однажды заявился на юбилей моего начальника с проститутками. Потом организовал кампанию против руководства, которое без всяких оснований обвинил в расхищении имущества министерства.
В то же время Евгений Полевой развёлся с женой и вновь женился. В конце 1980-х годов он начал заниматься предпринимательством, основал компанию «Интерпром», занимавшуюся торговлей лесом. После августовского путча 1991 года, когда было проведено массовое сокращение в КГБ СССР, Полевой сделал начальником по кадрам в своей компании бывшего генерала Владимира Фоненко. Также в компании стали работать бывший заместитель министра лесной промышленности СССР Николай Савченко со своими инженерами. Всё это породило слухи о связях «Интерпрома» с различными государственными органами. Неоднократно муссировались слухи о причастности Полевого к махинациям с нефтью, цветными металлами и торговле наркотиками.
Полевой вскоре стал заниматься активной деятельностью в Туркмении. В начале 1992 года в Ашхабаде была основана фирма «Ригел». Доподлинно неизвестно, чем она в действительности занималась. По одной из версий, изложенной братом Евгения Полевого Дмитрием, она служила промежуточным звеном в торговле наркотиками и отмывании денег. Также по некоторым данным Полевой был лично знаком с президентом Туркмении Сапармурадом Ниязовым.
По воспоминаниям знакомых Полевого, он обладал невероятной хитростью и изворотливостью, но вместе с тем имел сложный характер, постоянно наживал себе врагов. С сыном Алексеем был груб, часто бил его. Полевой постоянно унижал партнёров и даже обворовывал их. В 1994 году с ним расстались его партнёры Владимир Романов и Владимир Фоненко. Оба они заявили, что «выносить Полевого не было сил» и что «это был негодяй, который не умел вести себя как полагается в делах». У многих знакомых Полевого также остались отрицательные впечатления о нём.
С начала 1990-х годов Евгений Полевой постоянно проживал во Франции, в пригороде Парижа Лувесьене. Вместе с ним там обосновалась его вторая жена Людмила и сын от первого брака Алексей. По некоторым данным, Полевые переехали во Францию, потому что в России им угрожали расправой.

## Убийство
27 февраля 1995 года в 3 часа ночи в лувесьеннское отделение полиции позвонил 16-летний Алексей Полевой и сообщил, что вся его семья со знакомыми расстреляна в их собственном доме. Прибывшие на место преступления французские полицейские обнаружили 6 трупов: Евгения Полевого и его жены Людмилы, её родителей и супружеской пары, гостившей у Полевых.
На следующий день Алексей признался в том, что именно он совершил массовое убийство. В качестве мотива он назвал невозможность более терпеть деспотический характер отца. С самого начала это признание вызвало серьёзные сомнения. Так, например, из 16 произведённых выстрелов 15 оказались смертельными, а подросток едва ли мог настолько хорошо владеть огнестрельным оружием. Тем не менее, на руках Алексея были обнаружены следы пороха, на оружии — его отпечатки пальцев. Алексею Полевому предъявили обвинение в убийстве шести человек.

## Расследование
В основу обвинения была положена «патологическая неприязнь» между Алексеем и Евгением Полевыми. Однако многие в этом сомневались: Евгений перевёз сына во Францию, снимал ему квартиру в Париже, ежемесячно давал по 10 тыс. французских франков на карманные расходы.
В ноябре 1995 года Алексей Полевой отказался от своих прежних показаний, заявив, что его семью убили двое неизвестных, которые заставили его сделать несколько выстрелов в смертельно раненного отца, что и объясняет отпечатки на оружии и следы пороха на руках, а также взять на себя вину в убийстве, после чего забрали с собой некую красную папку с документами. Впрочем, следствие отвергло эти показания.
Брат Евгения Полевого Дмитрий также не поверил в виновность Алексея. Он заявил, что у него есть доказательства невиновности его племянника, и собирался их представить французскому следствию. Однако в 1996 году Дмитрий Полевой исчез, а через несколько дней его тело было обнаружено на окраине Витебска.
Следствие длилось три года, после чего дело было передано в суд.

## Суд
В марте 1998 года состоялось заключительное судебное слушание. Прокурор Сильви Лотто потребовал для Алексея Полевого максимального для несовершеннолетнего наказания в 18—20 лет лишения свободы. Суд присяжных признал его виновным в убийстве 6 человек, однако судья вынес весьма странный приговор в 8 лет лишения свободы. Многие подумали, что суд понимал, что едва ли Алексей мог убить всю свою семью, но связываться с «русской мафией» не пожелал.
Подавать апелляцию Алексей Полевой отказался по совету адвоката, так как новый суд мог бы вынести приговор не в его пользу. 8 июля 2000 года Алексей Полевой условно-досрочно освободился. Дальнейшая его судьба точно неизвестна, возможно, он остался жить во Франции.

## Массовое убийство в кино
В 1998 году был снят документальный фильм из цикла «Криминальная Россия» — «Убить по-русски», в котором была предпринята попытка разобраться в перипетиях этого дела.
В художественном фильме О. Иоселиани «Разбойники. Глава VII» (Brigands, chapitre VII, 1996) есть эпизод, воспроизводящий данные события.